# Lippenstift

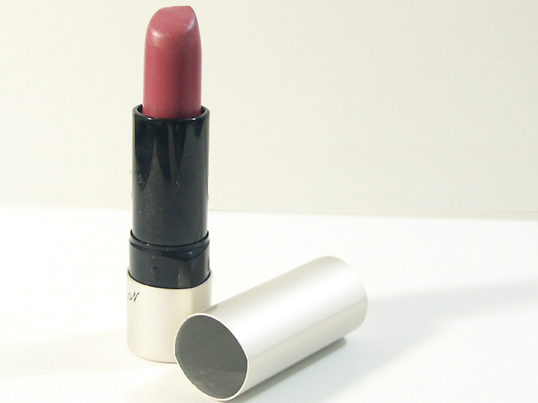
Lippenstift

Een lippenstift is een staafje bestaande uit een substantie die bedoeld is om op de lippen aan te brengen. Het staafje wordt omhuld door een kunststof koker met een draaimechanisme om het staafje omhoog te brengen. Op de koker zit een dop. 
De meeste lippenstiften zijn cosmetica en bevatten kleurstof om de lippen te kleuren. Lippenstiften hebben de laatste jaren dikwijls een zonnefactor ingebouwd die de lippen beschermt tegen dagelijkse inwerking van schadelijke stralen. De meeste zijn ook hydraterend.
Er bestaan ook lippenstiften zonder kleur, die gebruikt worden om de lippen zacht te houden en te verzorgen. Dit wordt ook wel lippenbalsem genoemd en wordt door zowel mannen als vrouwen gebruikt.

## Geschiedenis
Het gebruik van lippenstift gaat terug tot de oudheid. Het vroegst bekende gebruik van lippenstift gaat terug tot de Soemeriërs en het oude Egypte, ongeveer 5000 jaar geleden: er is een oude Egyptische papyrusrol met een afbeelding van een vrouw die een spiegel vasthoudt en haar lippen kleurt. Zowel vrouwen als mannen gebruikten kleurstoffen om met name de lippen en rond de ogen meer kleur te geven. Ook in het oude India van 3000 jaar geleden werd rode lippenstift gebruikt. In het oude Egypte werd lippenstift gebruikt, en ook cosmetica rond de ogen. Cleopatra gebruikte lippenstift waarvan de rode kleur afkomstig was van geplette karmijnkevers.
Ook bij de Romeinen was lippenstift en make-up populair. "Een vrouw zonder verf is als eten zonder zout", aldus de toneelschrijver Plautus.
In de gouden eeuw van de islam werden in de 10e eeuw na Christus door de Arabier Abu al-Qasim al-Zahrawi in Andalusië geparfumeerde ronde stiften gebruikt om de lippen te kleuren. Hij beschreef het proces om dit te maken in zijn medische encyclopedie, de Al-Tasrif.
In de westelijke landen werd lippenstift vanaf de 16e eeuw populair. In de tijd van Koningin Elizabeth I werden rode lippen en wit gepoederde gezichten modieus. De lippenstift van Elizabeth I was gemaakt op basis van Arabische gom, karmijn, eiwit en vijgensap.  Later was lippenstift vooral populair bij actrices en prostituees. Het dragen van lippenstift werd vaak afkeurenswaardig gezien: in 1770 nam het Britse parlement een wet aan die bepaalde dat vrouwen die lippenstift droegen konden worden berecht wegens hekserij.
Tot in de 19e eeuw werd er gewaarschuwd voor het gevaar van lippenstift: vooral omdat die vaak werd gemaakt op basis van diverse stoffen, soms ook lood, kwik, arsenicum en vermiljoen. Dit was overigens niet alleen gevaarlijk voor de vrouwen, maar vooral ook voor de mannen bij het kussen. In 1924 werden in Amerika lippenstiften verboden waarin giftige stoffen zaten.   
Fabrieksmatig werd lippenstift voor het eerst gemaakt in de tweede helft van de 19e eeuw in Frankrijk. Franse parfumeurs ontwikkelden een lippenstift op basis van hertenvet, castor olie en bijenwas.
Tijdens de Tweede Wereldoorlog stond het gebruik van lippenstift in Europa onder druk. De nazi's waren tegen het gebruik van lippenstift en make-up: "Die deutsche Frau schminkt sich nicht", was de slogan: make-up werd door hen gezien als een Franse invloed en zou alleen door prostituees gebruikt worden. Na 1945 werd dat weer zoals voor 1933 en schminkten de Duitse dames zich weer evenveel als alle andere nationaliteiten. Claudia Schiffer bracht met groot succes een make-up collectie met o.a. lippenstift op de markt, die ook in Duitsland goed verkocht werd. L'Oreal kwam met de succesvolle slogan Because you’re worth it.  
Lippenstift zat vroeger niet in een ronde koker, maar in papier of blikjes en werd aangebracht met een kwastje. In de victoriaanse tijd werd gebruikgemaakt van crêpepapier met een roze kleur waarop vrouwen hun lippen drukten om de rode kleur te krijgen. In 1911 werd voor het eerst lippenstift ontwikkeld in een metalen cilinder, aanvankelijk met een handeltje aan de zijkant om de stift omhoog en omlaag te bewegen. In 1915 kreeg de Amerikaan Maurice Levy patent op de lippenstift die omhoog gedraaid kon worden. Lippenstift werd vooral populair door de Hollywood-films waarin de actrices lippenstift droegen.

## Lippenstiftindex
In 2001 werd het principe van de 'lippenstiftindex' door Leonard Lauder bedacht. Hij was op dat moment voorman van Estée Lauder Inc, een bekend cosmeticabedrijf opgericht door Estée Lauder. Tijdens de recessie naar aanleiding van de internetzeepbel, bleek de verkoop van lippenstift omhoog te gaan in aanloop naar de recessie. Vergelijkbare effecten werden in mindere mate in 2011 (in Amerika, waar dit effect te zien was, was op dat moment een zogeheten 'Black Monday'). In 2011 leek de markt zich meer te focussen op nagellak dan op lippenstift. In die context werd ook wel van een 'nagellakindex' gesproken. Tijdens de coronapandemie deed zich een vergelijkbaar verschijnsel voor met parfum.
 

Lauder zou later zelf uitleggen dat zijn index niet alleen over lippenstift ging. Hij meende dat mensen die economisch slechtere tijden voorzien, sneller kleine luxeproducten kopen om zich daar doorheen te slepen. Dit komt enerzijds doordat consumenten een zekere mate van zelfzorg nodig achten in deze slechtere tijden, en anderzijds omdat deze kleinere luxeproducten worden gezien als een beperkte uitspatting die zij zich zelfs kunnen veroorloven in slechtere tijden, waarin ze grotere uitspattingen zouden vermijden. Hoewel er indicaties zijn dat de verkoop van kleine luxe artikelen eerder herstelt tijdens een crisis, geldt dit niet altijd specifiek voor lippenstift. Ook is het niet per se zo dat lippenstift in betere economische tijden geen groei doormaakt. Tot slot wordt het al dan niet betwisten van de lipstickindex bemoeilijkt door het gebrek aan inzicht in landelijke verkoopcijfers voor kleine luxe artikelen.